# Pagurus
Pagurus är ett släkte av kräftdjur som beskrevs 1775 av den danske zoologen Johan Christian Fabricius. Det ingår i familjen eremitkräftor (Paguridae).

## Dottertaxa tillPagurus, i alfabetisk ordning[1][2]
- Pagurus acadianus
- Pagurus alatus
- Pagurus aleuticus
- Pagurus annexus
- Pagurus annulipes
- Pagurus arcuatus
- Pagurus armatus
- Pagurus beringanus
- Pagurus bernhardus
- Pagurus bonairensis
- Pagurus bouvieri
- Pagurus brandti
- Pagurus brevidactylus
- Pagurus bullisi
- Pagurus capillatus
- Pagurus carolinensis
- Pagurus caurinus
- Pagurus confragosus
- Pagurus corallinus
- Pagurus cornutus
- Pagurus criniticornis
- Pagurus cuanensis
- Pagurus curacaoensis
- Pagurus dalli
- Pagurus defensus
- Pagurus dissimilis
- Pagurus granosimanus
- Pagurus gymnodactylus
- Pagurus hemphilli
- Pagurus hirsutiusculus
- Pagurus impressus
- Pagurus kennerlyi
- Pagurus kroyeri
- Pagurus longicarpus
- Pagurus maclaughlinae
- Pagurus marshi
- Pagurus mertensii
- Pagurus middendorfii
- Pagurus ochotensis
- Pagurus politus
- Pagurus pollicaris
- Pagurus prideaux
- Pagurus prideauxi
- Pagurus provenzanoi
- Pagurus pubescens
- Pagurus pygmaeus
- Pagurus quaylei
- Pagurus rathbuni
- Pagurus redondoensis
- Pagurus retrorsimanus
- Pagurus rotundimanus
- Pagurus samuelis
- Pagurus setosus
- Pagurus spighti
- Pagurus spilocarpus
- Pagurus stevensae
- Pagurus stimpsoni
- Pagurus tanneri
- Pagurus townsendi
- Pagurus trigonocheirus
- Pagurus undosus
- Pagurus venturensis

## Bildgalleri

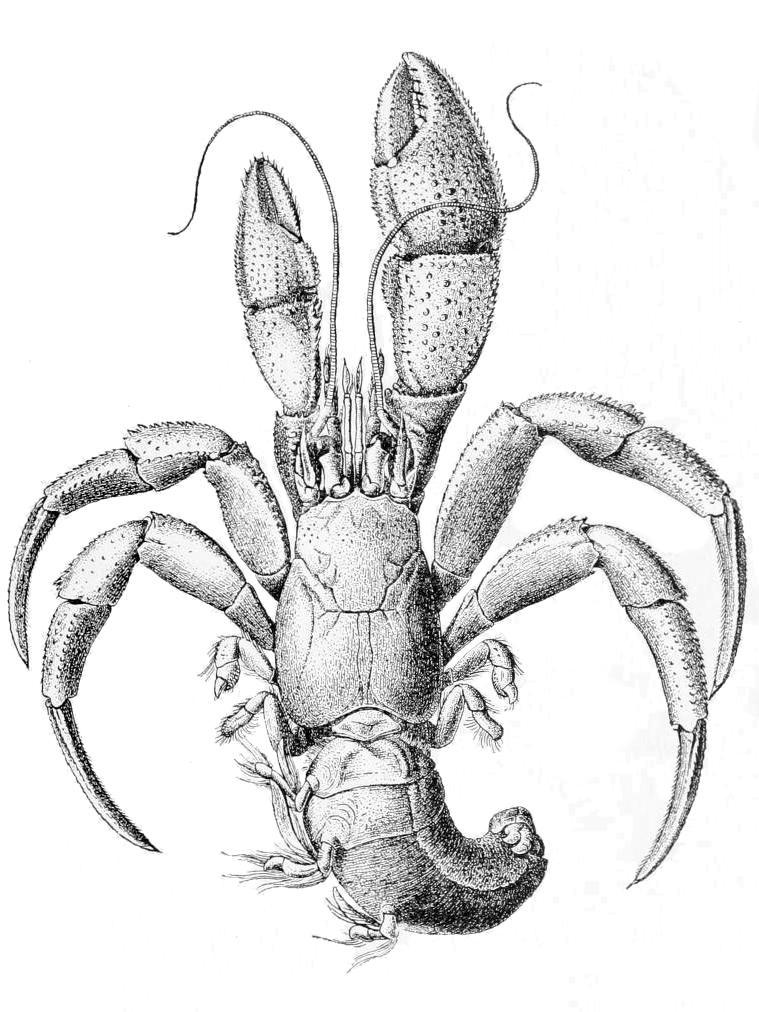
Pagurus aleuticus
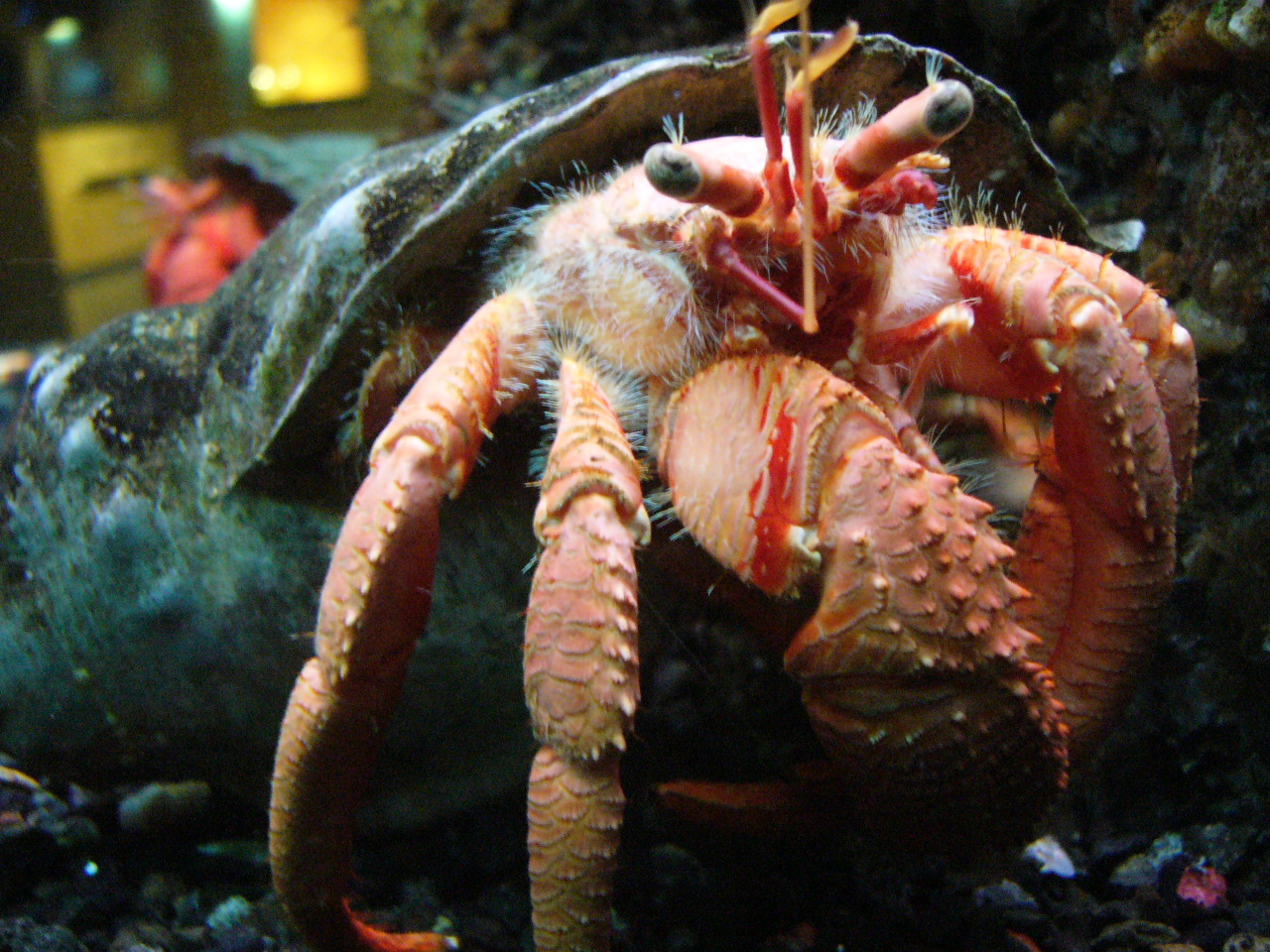
Pagurus bernhardus
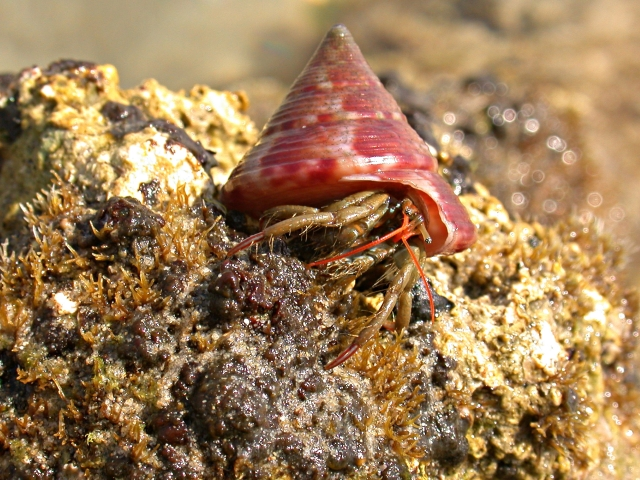
Pagurus longicarpus, med snäckskal av Calliostoma sp.
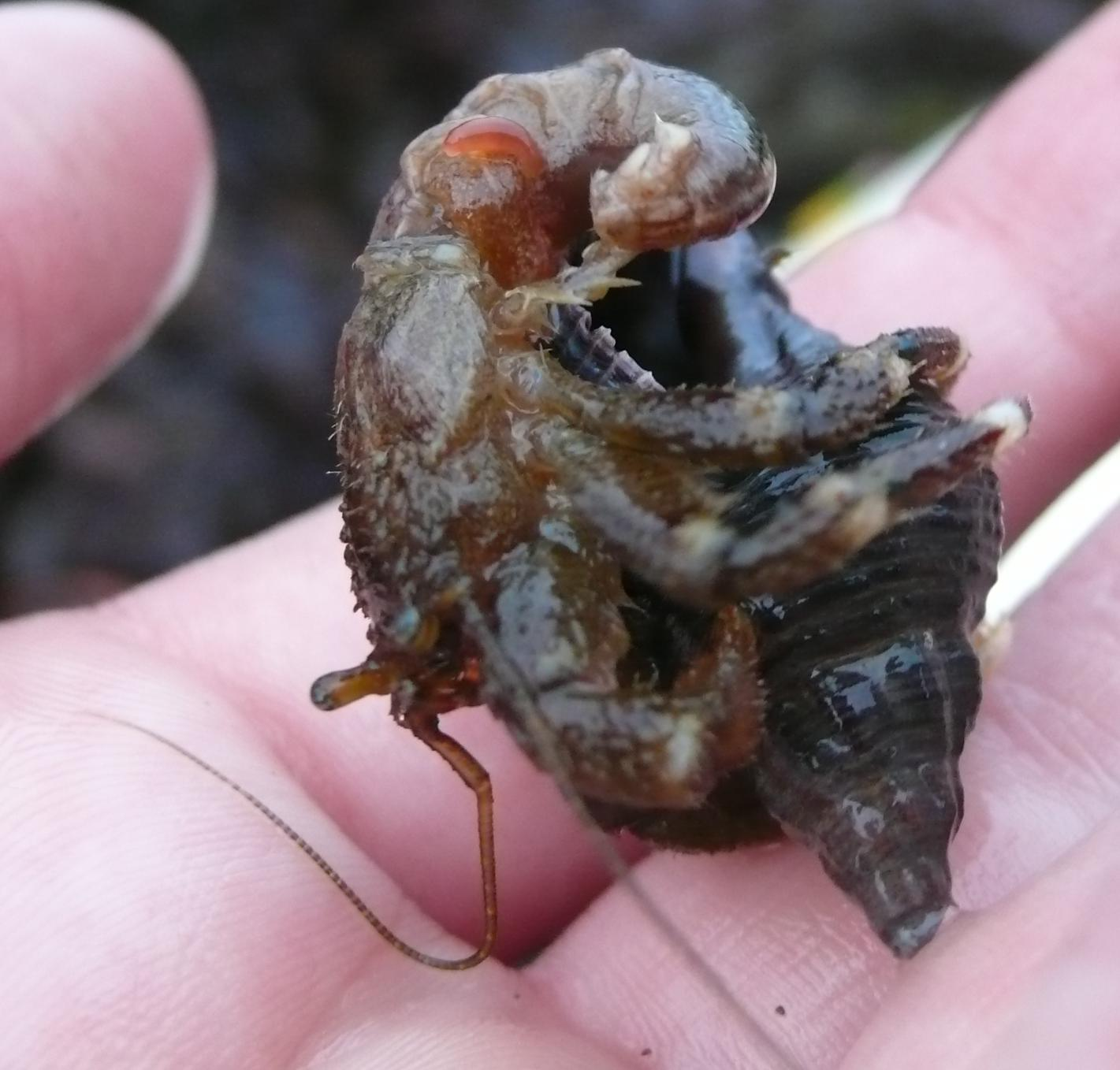
Pagurus hirsutiusculus ♀